# Чемпіонат світу з трекових велоперегонів 1905
Чемпіонат світу з трекових велоперегонів 1905 пройшов з 16 по 23 липня 1905 року в Антверпені, Бельгія. Змагання проводилися у двох дисциплінах — спринті та гонці за лідером серед аматорів та професіоналів окремо.

## Медалісти

### Чоловіки
Професіонали
| Дисципліна       | Золото         | Срібло             | Бронза        |
| Спринт           | Габрієль Пулан | Торвальд Еллегаард | Генрі Маєр    |
| Гонка за лідером | Роберт Валтур  | Поль Гіньяр        | Піт Дікентман |

Аматори
| Дисципліна       | Золото        | Срібло              | Бронза           |
| Спринт           | Джеймс Беньон | Харальд Дональд Бак | Ежен Дебоні      |
| Гонка за лідером | Леон Мередіт  | Віллі Мест          | Август Карреманс |

## Загальний медальний залік
| Місце  | Країна           | Золото | Срібло | Бронза | Загалом |
| ------ | ---------------- | ------ | ------ | ------ | ------- |
| 1      | Велика Британія  | 2      | 1      |        | 3       |
| 2      | Франція          | 1      | 1      | 1      | 3       |
| 3      | США              | 1      |        |        | 1       |
| 4      | Німецька імперія |        | 1      | 1      | 2       |
| 5      | Данія            |        | 1      |        | 1       |
| 6      | Нідерланди       |        |        | 1      | 1       |
| 6      | Бельгія          |        |        | 1      | 1       |
| Всього | Всього           | 4      | 4      | 4      | 12      |